# Oude Armeense titels
Vanaf ongeveer 300 ontwikkelde een Armenië een bijzonder adellijk systeem. De belangrijke adellijke families kunnen misschien wel als een clan worden omschreven. Ze bestuurden een of meer provincies en hadden natuurlijk een militaire taak. Daarnaast kende Armenië een aantal belangrijke hoffuncties die behoorden aan het hoofd van bepaalde families. Veel van deze functies lijken een Parthische oorsprong te hebben. Hieronder de beschrijving van enkele van deze functies:
AspetHoofd van de cavalerie. Omdat het Armeense leger voor het grootste deel uit cavalerie bestond, en de aspet natuurlijk ondergeschikt was aan de sparapet, was deze functie vermoedelijk ceremonieel van aard. Een functie van de familie Bagratuni.
IshkanMeestal vertaald met "prins". Vanaf de zevende eeuw in gebruik als titel voor de naharar die door de Arabieren of de Byzantijnen (al naargelang wie op dat moment de controle over Armenië had) tot bestuurder van Armenië was benoemd. Soms werden de functies van ishkan en gouverneur in dezelfde persoon verenigd maar het kwam ook voor dat deze functies door verschillende personen werden vervuld.
MarzpanNa de verovering door de Sassaniden in 428 was er geen Armeens koninkrijk meer en stond het grootste deel van het land onder bestuur van een door de Perzen aangestelde gouverneur, met als titel Marzpan. Deze functie werd vaak door Armeense edelen uitgeoefend.
NahararOok geschreven als Nakharar of Naxarar. Heeft verschillende betekenissen: bestuurder, gouverneur, familiehoofd (rollen die in de regel door één persoon werden gecombineerd). Komt per definitie in elke grote adellijke familie voor.
Ostikangouverneur onder de Arabieren
PatriarchDoordat bezittingen van heidense tempels aan de Armeense kerk vervielen toen het christendom staatsgodsdienst werd, en door grote schenkingen, werd de kerk een belangrijke machtsfactor in de Armeens samenleving. In meerdere opzichten is de kerk te vergelijken met de grote adellijke families: het ambt van patriarch is erfelijk en werd nog vijf generaties door nakomelingen van Gregorius de Verlichter vervuld, tot aan Sahak (Isaak) de Grote die in 439 overlijdt; in tijden van oorlog moest de kerk het leger steunen met 5000 ruiters en 4000 voetsoldaten; de patriarchen en hun zonen sluiten huwelijken met de grote adellijke families.
SparapetOpperbevelhebber en commandant van de garde van de koning. Een functie van de familie Mamikonian.
ThagadirHoveling die tijdens de kroning, de kroon op het hoofd van de koning plaatst. Een functie van de familie Bagratuni.